# اندرو آیرلی
اندرو آیرلی (به انگلیسی: Andrew Airlie) (زاده ۱۸ سپتامبر ۱۹۶۱) بازیگر اسکاتلندی است.
از فیلم‌های معروف او می‌توان به بازی در فیلم به‌دام‌افتاده، به سوی خانه ۲ اشاره کرد.